# Myxidium laticurvum
Myxidium laticurvum is een microscopische parasiet uit de familie Myxidiidae. Myxidium laticurvum werd in 1962 beschreven door Kabata. 